# Pierre de Gondi
Pierre de Gondi (Lione, 1533 – Parigi, 17 febbraio 1616) è stato un cardinale e vescovo cattolico francese.

## Biografia
Nacque a Lione nel 1533 da Guidobaldo (detto Antonio) Gondi, signore di Perron, e Marie-Catherine de Pierrevive du Perron. Fu zio di Enrico di Gondi e prozio di Giovan Francesco Paolo di Gondi. La sua era un'illustre famiglia di banchieri originaria di Firenze ove aveva fatto fortuna grazie ad una proficua alleanza con i Medici.
Pierre ebbe modo di frequentare l'Università della Sorbona a Parigi e poi l'Università di Tolosa, ove ottenne il dottorato in utroque iure.
Intrapresa dunque la carriera ecclesiastica, fu chierico a Lione da dove venne ammesso alla corte reale di Parigi ricevendo molte prebende e benefici ecclesiastici per mano di re Carlo IX che gli concesse anche il titolo di Tesoriere della Sainte-Chapelle do Parigi.
Ricevette il diaconato e fu dunque cancelliere e primo elemosiniere della regina Elisabetta d'Austria, moglie di Carlo IX. Abate commendatario del monastero benedettino di St. Pierre de Besna presso Langres, ottenne poi in commenda anche il monastero cistercense di Cussaigne presso Lione.
Eletto vescovo-duca di Langres dal 15 maggio 1566, venne consacrato vescovo il 19 maggio di quell'anno nella chiesa dei Santi Cosma e Damiano della città per mano del cardinale Prospero Publicola Santacroce, assistito da Girolamo Garimberti, vescovo di Gallese, e da Vincenzo Laureo, vescovo di Mondovì. Divenuto pari di Francia, venne trasferito alla prestigiosa sede episcopale di Parigi dal 14 dicembre 1569. Ambasciatore francese presso la Santa Sede durante il pontificato di Pio V (1572-1585), fu presidente del Consiglio Reale e Viceré di Provenza per due anni. Presiedette gli stati generali che si tennero a Parigi nel 1577 e divenne Commendatore dell'Ordine dello Spirito Santo dal 31 dicembre 1578.
Creato cardinale presbitero nel concistorio del 18 dicembre 1587, ricevette la berretta ed il titolo cardinalizio di San Silvestro in Capite il 23 maggio 1588. Ambasciatore francese nuovamente presso la Santa Sede, presiedette gli stati generali tenutisi a Blois nel 1588. Egli non prese parte al primo conclave del 1590 che elesse papa Urbano VII e nemmeno al secondo conclave che in quell'anno elesse Gregorio XIV. Tantomeno prese parte a quello del 1591 che elesse Innocenzo IX né a quello del 1592 che elesse Clemente VIII. Pianificò un suo viaggio a Roma per perorare la causa dell'assoluzione di Enrico IV di Francia ma papa Clemente VIII gli proibì di entrare negli Stati Pontifici in quanto egli stava supportando unicamente la causa regia; egli scrisse dal canto suo una lettera al pontefice giustificando la sua condotta e pertanto gli venne concesso il permesso di recarsi a Roma. Provvisore dell'Università la Sorbona di Parigi dal 1594, con la solenne cerimonia tenutasi il 14 settembre 1594 ricevette re Enrico IV nella cattedrale di Notre-Dame di Parigi dopo la sua riconciliazione con la Chiesa cattolica. Partecipò all'Assemblea del Clero che si tenne a Parigi nel 1595 e presiedette gli Stati Generali di Rouen del 1596.
Il 15 giugno 1597 rinunciò alla guida della diocesi di Parigi in favore di suo nipote, Enrico di Gondi. Non prese quindi parte al primo conclave del 1605 che elesse papa Leone XI né al secondo conclave dello stesso anno da cui uscì papa Paolo V. Nel 1606 al castello di Fontainebleau battezzò il futuro re Luigi XIII di Francia.

## Genealogia episcopale e successione apostolica
La genealogia episcopale è:
- Cardinale Prospero Santacroce
- Cardinale Pierre de Gondi

La successione apostolica è:
- Vescovo Jacques Amyot (1571)
- Vescovo François Thomé (1574)
- Vescovo Augustin Le Cirier (1575)
- Vescovo Nicolas Fumée (1576)
- Vescovo Arnaud Sorbin (1578)
- Vescovo Claude d'Angennes de Rambouillet (1579)
- Vescovo Julien de Saint-Germain, O.F.M.Cap. (1583)
- Vescovo Adam de Heurtelou (1586)
- Vescovo Germain Vaillant de Guelin (1586)
- Vescovo René Potier (1597)
- Arcivescovo François de La Guesle (1597)
- Arcivescovo Charles de Bourbon-Navarre (1597)
- Cardinale Henri de Gondi (1598)
- Vescovo Jean du Bec-Crespin (1599)
- Arcivescovo Albert de Bellièvre (1599)
- Vescovo Charles de Saint Sixte (1599)
- Arcivescovo Léonard de Trapes, O.F.M.Cap. (1600)
- Vescovo Jean de Vieuxpont (1603)
- Vescovo Jean Bertier (1603)
- Arcivescovo Claude de Bellièvre (1604)
- Vescovo Louis de Clèves, O.S.A. (1606)
- Vescovo Guillaume Aléaume (1615)

## Ascendenza
|                                  |                          |                                 | Genitori                     |  |  | Nonni |  |  | Bisnonni          |  |  | Trisnonni          |  |
|                                  |                          |                                 |                              |  |  |       |  |  | 8. Leonardo Gondi |  |  | 16. Leonardo Gondi |  |
|                                  |                          |                                 |                              |  |  |       |  |  | 8. Leonardo Gondi |  |  | 16. Leonardo Gondi |  |
|                                  |                          | 17. Francesca Belfredelli       |                              |  |  |       |  |  | 8. Leonardo Gondi |  |  |                    |  |
| 4. Antonio Gondi                 |                          |                                 |                              |  |  |       |  |  | 8. Leonardo Gondi |  |  |                    |  |
|                                  |                          | 9. Francesca Biliotti           | 18. Cristoforo Biliotti      |  |  |       |  |  |                   |  |  |                    |  |
|                                  |                          | 9. Francesca Biliotti           | 18. Cristoforo Biliotti      |  |  |       |  |  |                   |  |  |                    |  |
|                                  |                          | 9. Francesca Biliotti           | 19. Jacquette de Mormeral    |  |  |       |  |  |                   |  |  |                    |  |
| 2. Guidobaldo Gondi              |                          | 9. Francesca Biliotti           |                              |  |  |       |  |  |                   |  |  |                    |  |
|                                  |                          | 10. Bernardo Corbinelli         | 20. Tommaso Corbinelli       |  |  |       |  |  |                   |  |  |                    |  |
|                                  |                          | 10. Bernardo Corbinelli         | 20. Tommaso Corbinelli       |  |  |       |  |  |                   |  |  |                    |  |
|                                  |                          | 10. Bernardo Corbinelli         | 21. Genoveffa Guadagni       |  |  |       |  |  |                   |  |  |                    |  |
| 5. Maddalena Corbinelli          |                          | 10. Bernardo Corbinelli         |                              |  |  |       |  |  |                   |  |  |                    |  |
|                                  |                          | 11. Elisabetta degli Almaneschi | 22. Boccace degli Almaneschi |  |  |       |  |  |                   |  |  |                    |  |
|                                  |                          | 11. Elisabetta degli Almaneschi | 22. Boccace degli Almaneschi |  |  |       |  |  |                   |  |  |                    |  |
|                                  |                          | 11. Elisabetta degli Almaneschi | 23. Lisa Ricasoli            |  |  |       |  |  |                   |  |  |                    |  |
| 1. Pierre de Gondi               |                          | 11. Elisabetta degli Almaneschi |                              |  |  |       |  |  |                   |  |  |                    |  |
|                                  | 12. Amédée de Pierrevive | 24. Etienne de Pierrevive       |                              |  |  |       |  |  |                   |  |  |                    |  |
|                                  | 12. Amédée de Pierrevive | 24. Etienne de Pierrevive       |                              |  |  |       |  |  |                   |  |  |                    |  |
|                                  | 12. Amédée de Pierrevive | 25. Isodina de Piozzasque       |                              |  |  |       |  |  |                   |  |  |                    |  |
| 6. Nicolas de Pierrevive         | 12. Amédée de Pierrevive |                                 |                              |  |  |       |  |  |                   |  |  |                    |  |
|                                  |                          | 13. Jeanne de La Ville          | 26. Sébastien de La Ville    |  |  |       |  |  |                   |  |  |                    |  |
|                                  |                          | 13. Jeanne de La Ville          | 26. Sébastien de La Ville    |  |  |       |  |  |                   |  |  |                    |  |
|                                  |                          | 13. Jeanne de La Ville          | 27. Jeanne de Cribelli       |  |  |       |  |  |                   |  |  |                    |  |
| 3. Marie Catherine de Pierrevive |                          | 13. Jeanne de La Ville          |                              |  |  |       |  |  |                   |  |  |                    |  |
|                                  |                          | 14. André de Thurin             | 28. Jérôme de Thurin         |  |  |       |  |  |                   |  |  |                    |  |
|                                  |                          | 14. André de Thurin             | 28. Jérôme de Thurin         |  |  |       |  |  |                   |  |  |                    |  |
|                                  |                          | 14. André de Thurin             | …                            |  |  |       |  |  |                   |  |  |                    |  |
| 7. Jeanne de Thurin              |                          | 14. André de Thurin             |                              |  |  |       |  |  |                   |  |  |                    |  |
|                                  |                          | 15. Bonne de Faye               | 30. Jean de Faye             |  |  |       |  |  |                   |  |  |                    |  |
|                                  |                          | 15. Bonne de Faye               | 30. Jean de Faye             |  |  |       |  |  |                   |  |  |                    |  |
|                                  |                          | 15. Bonne de Faye               | 31. Jeanne Clavel            |  |  |       |  |  |                   |  |  |                    |  |
|                                  |                          | 15. Bonne de Faye               |                              |  |  |       |  |  |                   |  |  |                    |  |